# Milan Lazarević
Milan Lazarević   (Belgrad, 11 de juliol de 1948) fou un jugador d'handbol iugoslau d'origen serbi, que va competir durant les dècades de 1960 i 1970.
El 1972 va prendre part en els Jocs Olímpics de Múnic, on guanyà la medalla d'or en la competició d'handbol.